# 100 mètres haies aux Jeux olympiques d'été de 2024
Pour des articles plus généraux, voir Athlétisme aux Jeux olympiques d'été de 2024 et 100 mètres haies aux Jeux olympiques.
Navigation
Tokyo 2020 Los Angeles 2028
L'épreuve du 100 mètres haies aux Jeux olympiques de 2024 se déroule du 7 au 10 août 2024 au Stade de France, au nord de Paris, en France.
Il s'agit d'une épreuve uniquement féminine, le pendant masculin étant le 110 m haies.

## Records
Avant cette compétition, les records dans cette discipline étaient les suivants : 
| Record du monde  | Kendra Harrison (USA)       | 12 s 20 | Londres | 22 juillet 2016 |
| Record olympique | Jasmine Camacho-Quinn (PUR) | 12 s 26 | Tokyo   | 1er août 2021   |

## Programme
| Date            | Horaire | Manche       |
| --------------- | ------- | ------------ |
| Mercredi 7 août | 10 h 00 | Premier tour |
| Jeudi 8 août    | 10 h 00 | Repêchage    |
| Vendredi 9 août | 10 h 00 | Demi-finale  |
| Samedi 10 août  | 18 h 30 | Finale       |

## Médaillées
| Or                  | Argent                    | Bronze                      |
| Masai Russell (USA) | Cyréna Samba-Mayela (FRA) | Jasmine Camacho-Quinn (PUR) |

## Résultats

### Premier tour
Les 3 premières de chaque série (Q) et les trois meilleurs temps hors les 3 premières (q), se qualifient pour les demi-finales, les autres vont en repêchages (sauf DNS, DNF, DQ).
| Rang | Couloir | Athlète                 | Pays       | Temps   | Notes |
| ---- | ------- | ----------------------- | ---------- | ------- | ----- |
| 1    | 9       | Tobi Amusan             | Nigeria    | 12 s 49 | Q     |
| 2    | 7       | Alaysha Johnson         | États-Unis | 12 s 61 | Q     |
| 3    | 4       | Janeek Brown            | Jamaïque   | 12 s 84 | Q     |
| 4    | 2       | Mako Fukube             | Japon      | 12 s 85 | q     |
| 5    | 3       | Sidonie Fiadanantsoa    | Madagascar | 12 s 92 |       |
| 6    | 8       | Yanni Wu                | Chine      | 12 s 97 |       |
| 7    | 5       | Maayke Tjin-A-Lim       | Pays-Bas   | 12 s 98 |       |
| 8    | 6       | Maribel Vanessa Caicedo | Équateur   | 13 s 05 |       |

| Rang | Couloir | Athlète               | Pays            | Temps   | Notes |
| ---- | ------- | --------------------- | --------------- | ------- | ----- |
| 1    | 2       | Jasmine Camacho-Quinn | Porto Rico      | 12 s 42 | Q     |
| 2    | 9       | Cindy Sember          | Grande-Bretagne | 12 s 72 | Q     |
| 3    | 8       | Pia Skrzyszowska      | Pologne         | 12 s 82 | Q     |
| 4    | 7       | Denisha Cartwright    | Bahamas         | 12 s 89 |       |
| 5    | 4       | Yumi Tanaka           | Japon           | 12 s 90 |       |
| 6    | 6       | Ebony Morrison        | Liberia         | 12 s 93 |       |
| 7    | 3       | Celeste Mucci         | Australie       | 13 s 05 |       |
| 8    | 5       | Emelia Chatfield      | Haïti           | 13 s 06 |       |

| Rang | Couloir | Athlète             | Pays       | Temps          | Notes |
| ---- | ------- | ------------------- | ---------- | -------------- | ----- |
| 1    | 6       | Masai Russell       | États-Unis | 12 s 53 (.528) | Q     |
| 2    | 9       | Nadine Visser       | Pays-Bas   | 12 s 53 (.528) | Q     |
| 3    | 3       | Cyréna Samba-Mayela | France     | 12 s 56        | Q     |
| 4    | 8       | Charisma Taylor     | Bahamas    | 12 s 78        | q     |
| 5    | 2       | Mariam Abdul-Rashid | Canada     | 12 s 80        | q     |
| 6    | 7       | Reetta Hurske       | Finlande   | 12 s 96        |       |
| 7    | 5       | Greta Kerekes       | Hongrie    | 13 s 50        |       |
| 8    | 4       | Michelle Jenneke    | Australie  | 20 s 85        |       |

| Rang | Couloir | Athlète           | Pays           | Temps   | Notes    |
| ---- | ------- | ----------------- | -------------- | ------- | -------- |
| 1    | 9       | Danielle Williams | Jamaïque       | 12 s 59 | Q        |
| 2    | 6       | Sarah Lavin       | Irlande        | 12 s 73 | Q        |
| 3    | 2       | Ditaji Kambundji  | Suisse         | 12 s 81 | Q        |
| 4    | 4       | Marione Fourie    | Afrique du Sud | 12 s 91 |          |
| 5    | 8       | Laëticia Bapté    | France         | 13 s 04 |          |
| 6    | 5       | Luca Kozak        | Hongrie        | 13 s 11 |          |
| 7    | 6       | Jyothi Yarraji    | Inde           | 13 s 16 |          |
|      | 7       | Yoveinny Mota     | Venezuela      | DQ      | TR22.6.2 |

| Rang | Couloir | Athlète           | Pays       | Temps   | Notes |
| ---- | ------- | ----------------- | ---------- | ------- | ----- |
| 1    | 3       | Ackera Nugent     | Jamaïque   | 12 s 65 | Q     |
| 2    | 2       | Devynn Charlton   | Bahamas    | 12 s 71 | Q     |
| 3    | 9       | Grace Stark       | États-Unis | 12 s 72 | Q     |
| 4    | 5       | Liz Clay          | Australie  | 12 s 94 |       |
| 5    | 4       | Lotta Harala      | Finlande   | 12 s 97 |       |
| 6    | 7       | Viktoria Forster  | Slovaquie  | 13 s 08 |       |
| 7    | 6       | Yuwei Lin         | Chine      | 13 s 24 |       |
| 8    | 7       | Michelle Harrison | Canada     | 13 s 40 |       |

### Repêchage
Les 2 premières de chaque série (Q) se qualifient pour les demi-finales.
| Rang | Couloir | Athlète           | Pays           | Temps   | Notes |
| ---- | ------- | ----------------- | -------------- | ------- | ----- |
| 1    | 4       | Marione Fourie    | Afrique du Sud | 12 s 79 | Q     |
| 2    | 5       | Maayke Tjin-A-Lim | Pays-Bas       | 12 s 87 | SB Q  |
| 3    | 2       | Viktoria Forster  | Slovaquie      | 12 s 88 |       |
| 4    | 8       | JyothiYarraji     | Inde           | 13 s 17 |       |
| 5    | 7       | Greta Kerekes     | Hongrie        | 13 s 20 |       |
| 6    | 3       | Emelia Chatfield  | Haïti          | 13 s 24 |       |
| 7    | 6       | Michelle Jenneke  | Australie      | 13 s 86 |       |

| Rang | Couloir | Athlète                 | Pays      | Temps          | Notes |
| ---- | ------- | ----------------------- | --------- | -------------- | ----- |
| 1    | 4       | Ebony Morrison          | Liberia   | 12 s 82        | Q     |
| 2    | 2       | Maribel Vanessa Caicedo | Équateur  | 12 s 83 (.828) | Q     |
| 3    | 6       | Reetta Hurske           | Finlande  | 12 s 83 (.830) |       |
| 4    | 8       | Laëticia Bapté          | France    | 12 s 92        |       |
| 5    | 3       | Celeste Mucci           | Australie | 13 s 00        |       |
| 6    | 5       | Yuwei Lin               | Chine     | 13 s 13        |       |
| 7    | 7       | Michelle Harrison       | Canada    | 13 s 30        |       |

| Rang | Couloir | Athlète              | Pays       | Temps   | Notes |
| ---- | ------- | -------------------- | ---------- | ------- | ----- |
| 1    | 6       | Lotta Harala         | Finlande   | 12 s 86 | Q     |
| 2    | 8       | Yumi Tanaka          | Japon      | 12 s 89 | Q     |
| 3    | 2       | Luca Kozak           | Hongrie    | 12 s 96 | SB    |
| 4    | 3       | Yanni Wu             | Chine      | 12 s 98 |       |
| 5    | 5       | Liz Clay             | Australie  | 12 s 99 |       |
| 6    | 7       | Sidonie Fiadanantsoa | Madagascar | 13 s 12 |       |
| 7    | 4       | Denisha Cartwright   | Bahamas    | 13 s 45 |       |

### Demi-finales

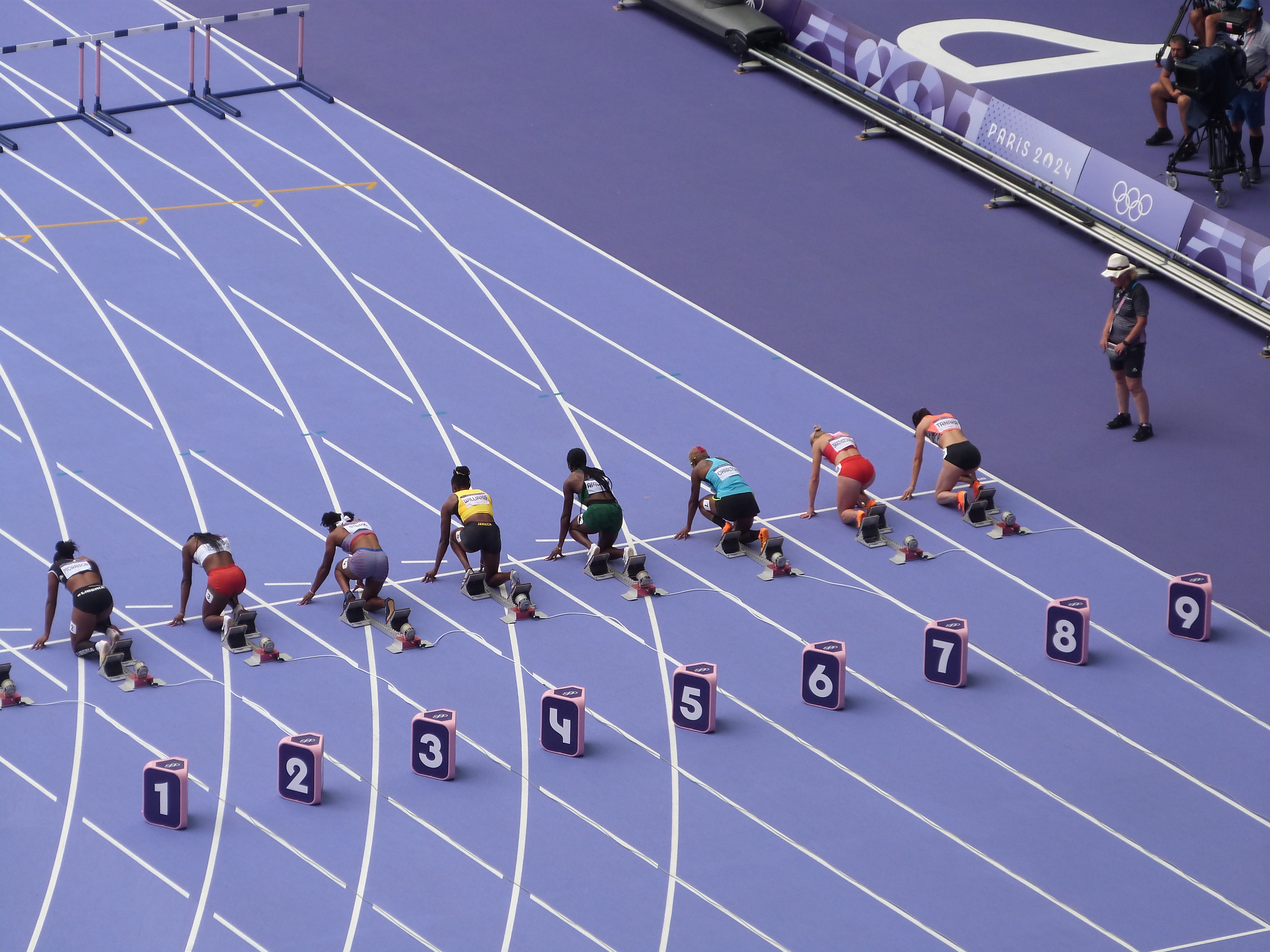
Départ de la demi-finale 1.

Les 2 premières de chaque série sont qualifiées directement (Q) pour la finale, ainsi que les deux meilleurs temps (q), hors places 1 et 2.
| Rang | Couloir | Athlète             | Pays       | Temps          | Notes  |
| ---- | ------- | ------------------- | ---------- | -------------- | ------ |
| 1    | 4       | Grace Stark         | États-Unis | 12 s 39        | Q      |
| 2    | 7       | Devynne Charlton    | Bahamas    | 12 s 50        | Q      |
| 3    | 6       | Tobi Amusan         | Nigeria    | 12 s 55 (.548) |        |
| 4    | 8       | Pia Skrzyszowska    | Pologne    | 12 s 55 (.548) |        |
| 5    | 3       | Mariam Abdul-Rashid | Canada     | 12 s 60        |        |
| 6    | 5       | Danielle Williams   | Jamaïque   | 12 s 82        |        |
| 7    | 9       | Yumi Tanaka         | Japon      | 12 s 91        |        |
|      | 2       | Ebony Morrison      | Liberia    | DQ             | TR22.6 |

| Rang | Couloir | Athlète                 | Pays       | Temps   | Notes |
| ---- | ------- | ----------------------- | ---------- | ------- | ----- |
| 1    | 5       | Alaysha Johnson         | États-Unis | 12 s 34 | Q     |
| 2    | 7       | Nadine Visser           | Pays-Bas   | 12 s 43 | Q     |
| 3    | 8       | Charisma Taylor         | Bahamas    | 12 s 63 | PB    |
| 4    | 9       | Maribel Vanessa Caicedo | Équateur   | 12 s 67 |       |
| 5    | 6       | Ditaji Kambundji        | Suisse     | 12 s 68 |       |
| 6    | 4       | Sarah Lavin             | Irlande    | 12 s 69 |       |
| 7    | 3       | Janeek Brown            | Jamaïque   | 12 s 92 |       |
| 8    | 2       | Lotta Harala            | Finlande   | 13 s 05 |       |

| Rang | Couloir | Athlète               | Pays            | Temps   | Notes |
| ---- | ------- | --------------------- | --------------- | ------- | ----- |
| 1    | 5       | Jasmine Camacho-Quinn | Porto Rico      | 12 s 35 | SB Q  |
| 2    | 7       | Masai Russell         | États-Unis      | 12 s 42 | Q     |
| 3    | 4       | Ackera Nugent         | Jamaïque        | 12 s 44 | q     |
| 4    | 6       | Cyréna Samba-Mayela   | France          | 12 s 52 | q     |
| 5    | 3       | Mako Fukube           | Japon           | 12 s 89 |       |
| 6    | 9       | Marione Fourie        | Afrique du Sud  | 13 s 01 |       |
| 7    | 2       | Maayke Tjin-A-Lim     | Pays-Bas        | 13 s 03 |       |
|      | 8       | Cindy Sember          | Grande-Bretagne | DNF     |       |

### Finale
| Rang                                | Couloir | Athlète               | Pays       | Temps          | Notes |
| ----------------------------------- | ------- | --------------------- | ---------- | -------------- | ----- |
| Médaille d'or, Jeux olympiques      | 5       | Masai Russell         | États-Unis | 12 s 33        |       |
| Médaille d'argent, Jeux olympiques  | 2       | Cyréna Samba-Mayela   | France     | 12 s 34        |       |
| Médaille de bronze, Jeux olympiques | 7       | Jasmine Camacho-Quinn | Porto Rico | 12 s 36        |       |
| 4                                   | 3       | Nadine Visser         | Pays-Bas   | 12 s 43 (.425) |       |
| 5                                   | 4       | Grace Stark           | États-Unis | 12 s 43 (.428) |       |
| 6                                   | 8       | Devynne Charlton      | Bahamas    | 12 s 56        |       |
| 7                                   | 6       | Alaysha Johnson       | États-Unis | 12 s 93        |       |
|                                     | 9       | Ackera Nugent         | Jamaïque   | DNF            |       |

## Légende
Records et Performances
- AR : Record continental (area record)
- CR : Record des championnats (championship record)
- MR : Record du meeting (meet record)
- NR : Record national (national record)
- OR : Record olympique (olympic record)
- PR : Record paralympique (paralympic record)
- PB : Record personnel (personal best)
- SB : Meilleure performance personnelle de la saison (season's best)
- WL : Meilleure performance mondiale de l'année (world leader)
- WJR : Record du monde junior (world junior record)
- WR : Record du monde (world record)

Circonstances et Conditions
- DNF : N'a pas terminé (did not finish)
- DNS : N'a pas pris le départ (did not start)
- DQ : Disqualification (disqualification)
- NM : Aucun essai valable enregistré (No Mark)
- Q : Qualifié « directement » au prochain tour (ou à la prochaine compétition), lors d'une compétition majeure, grâce au classement ou à la réalisation des minima (automatic qualifier)
- q : Qualifié au prochain tour (ou à la prochaine compétition), lors d'une compétition majeure, grâce au repêchage ou à la réalisation de l'une des meilleures performances parmi celles des « non qualifiés directement » (grâce au meilleur temps ou à la meilleure distance par exemple) (secondary qualifier)